# دير السلع (كعيدنة)

تعديل مصدري - تعديل

دير السلع هي إحدى قرى عزلة بني نشر بمديرية كعيدنة التابعة لمحافظة حجة، بلغ تعداد سكانها 530 نسمة حسب تعداد اليمن لعام 2004.